# Кметове на Хасково
Списъкът на хасковските кметове (имена и мандати) до 1916 г. е изготвен въз основа на съобщения за указите за утвърждаване избора на кметове, публикувани в „Държавен вестник“, а след това (до 1944 г.) – въз основа на оригиналните заповеди на Министерството на вътрешните работи, съхранявани в Държавния архив. Съответно датите до Първата световна война са по стар стил, а след това – по нов.
| Кмет                                               | Мандат                              | Помощник-кмет |
| Михаил Минчев                                      | 7 март 1878 – 20 март 1878          | Петър Толчев; Мирчо Попов) |
| Христо Златаров                                    | 20 март 1878 – 19 май 1878          | Петър Толчев; Мирчо Попов) |
| Георги Савов                                       | 19 май 1878 – 12 юни 1878           | Петър Толчев; Мирчо Попов) |
| Димитър п. Стефанов                                | 13 юни 1878-август 1878             | Петър Толчев; Мирчо Попов) |
| Костадин Христодоров                               | август 1878 – 1881                  | |
| Петър Берковски                                    | 1881 – 1882                         | |
| Митю Стайков                                       | 1883 – 1886                         | |
| Петър Толчев                                       | 1886 – 1887                         | |
| Кръстю Маймунков                                   | 24 ноември 1887 – 30 август 1889    | Марин К. Балабанов; Гюмрюкчи Ахмед ага (до 7 юли 1888); Ванчо Кръстев; Реджеб ефенди (от 7 юли 1888)                                  |
| Хаджи Васил Хаджи Тодоров                          | 1889-август 1890                    | Христодор Х. Найденов; Халил Юксюзлери (починал); Хюсни Мустафов (от 12 юни 1890)                                                     |
| Манахил Ганчев                                     | 17 октомври 1890-юли 1893           | Петър Толчев; Акиф Афуз Еминов |
| Мирчо Попов                                        | 6 октомври 1893 – 24 май 1894       | Васил Ламбрев, Ахмед Мустафов |
| Щерю Вапцаров                                      | 24 май 1894 – 26 март 1899          | Атанас Сивриев; Ахмед Мустафов |
| Димитър Астарджиев                                 | 21 април 1899-септември 1899        | Михал Петков; Мехмед Рашидов |
| Филип Пасков                                       | 13 септември 1899-март 1901         | Михал Петков; Мехмед Рашидов |
| Павел Брайков                                      | март 1901 – 4 февруари 1902         | Георги Иванов Бакалов (до 12 март 1901); Ибрям х. Халилов; Колю Петков (до 27 август 1901); Димитър Иванов Упанов (от 27 август 1901) |
| Ангел п. Стефанов                                  | 3 април 1902 – 29 август 1902       | Васил Попов; Мехмед х. Халилов |
| Русю Урумов                                        | 29 август 1902 – 28 април 1904      | Васил Попов; Мехмед х. Халилов (до 23 декември 1903)                                                                                  |
| Нешо Брайков                                       | 4 август 1904 – 19 септември 1905   | Кръстю Попов; Георги х. Иванов (от 9 февруари 1905)                                                                                   |
| Тодор Шишманов                                     | 19 септември 1905 – 15 януари 1906  | Никола Господинов; Димо Тодоров |
| Стефан П. Ангелов                                  | 15 януари 1906 – 9 май 1908         | Георги Х. Иванов; Димитър Иванов Семерджиев                                                                                           |
| Белю Петров                                        | 21 юли 1908 – 13 декември 1911      | Георги Иванов Бакалов; Петър Стоилов                                                                                                  |
| Руси Иванов, председател на тричленна комисия      | 13 декември 1911 – 11 април 1912    | Георги Иванов Бакалов; Петър Стоилов                                                                                                  |
| Васил Хаджи Юрданов                                | 11 април 1912 – 12 септември 1913   | Георги Калинов; Русю Р. Урумов |
| Петър Попов                                        | 2 декември 1913 – 1914              | Георги Калинов; Русю Р. Урумов |
| Георги Калинов                                     | 1914 – 5 август 1918                | |
| Киро Димов                                         | 5 август 1918 – 18 април 1920       | |
| Никола п. Ерфандов                                 | 18 април 1920 – 21 юли 1921         | |
| Добри Желев, председател на тричленна комисия      | 11 юли 1921 – 28 ноември 1921       | |
| Иван Иванов Мишков                                 | 1 декември 1921 – 11 март 1923      | Стефан Гайдаров; Велко Стоянов |
| Стефан Гайдаров                                    | 19 март 1923 – 10 юли 1924          | Сотир Паскалев; Григор Костадинов |
| Добри Митев, председател на тричленна комисия      | 25 юли 1924 – 20 септември 1924     | |
| Христо Бърдучков, председател на тричленна комисия | 22 септември 1924 – 11 ноември 1924 | |
| Христо Бърдучков                                   | 11 ноември 1924 – 1 юни 1926        | |
| Стефан Шиваров                                     | 8 юни 1926 – 11 март 1929           | |
| Иван Иванов Мишков                                 | 11 март 1929 – 23 юни 1930          | |
| Христо Бърдучков, председател на тричленна комисия | 13 август 1930 – 15 декември 1930   | |
| Иван Иванов Мишков                                 | 15 декември 1930 – 16 август 1933   | |
| Иван Танев                                         | 16 август 1933 – 11 юни 1934        | Сотир Паскалев |
| Кръстю Сивриев                                     | 11 юни 1934 – 15 януари 1937        | |
| Тодор Константинов                                 | 27 януари 1937 – 7 август 1937      | |
| Петър Стоянов                                      | 7 август 1937-септември 1942        | |
| Тодор Илиев                                        | септември 1942 – 12 септември 1944  | д-р Константин Елмазов, Васил Димов                                                                                                   |
| Георги Даскалов                                    | 12 септември 1944-ноември 1946      | Тодор Тодев, Недялко Запрянов |
| Димо Атанасов Димов                                | 8 ноември 1946 – 1951               | |
| Йордан Иванов Татов                                | 1951-декември 1952                  | |
| Хубен Ванчев Ванков                                | декември 1952 – 20 февруари 1956    | |
| Васил Ташев Караджов                               | 20 февруари 1956 – 6 март 1962      | |
| Димо Атанасов Димов                                | 6 март 1962 – 31 януари 1968        | |
| Делчо Борисов Николов                              | 31 януари 1968 – 3 юли 1971         | |
| Стефан Андонов Пашов                               | 3 юли 1971 – 6 април 1979           | |
| Димитър Николов Добрев                             | 6 април 1979 – 22 юли 1980          | |
| Пенчо Пенев                                        | 22 юли 1980 – 1988                  | |
| Васил Пасев                                        | 1988 – 4 август 1989                | |
| Георги Жеков                                       | 4 август 1989-март 1990             | |
| Стоян Илиев                                        | 1991 – 1995                         | |
| Атанас Василев                                     | 1995 – 1999                         | |
| Георги Иванов                                      | 1999 – 2015                         | |
| Добри Беливанов                                    | 2015 – 2019                         | |
| Станислав Дечев                                    | 2019-                               | |